# Smoke (Mortal Kombat)
Tomas Vrbada más conocido como Smoke o Enenra es un personaje ficticio de la saga de videojuegos de lucha Mortal Kombat. Su primer aparición fue en Mortal Kombat II (1993) como un personaje secreto no jugable, su aspecto era el de un ninja gris con los movimientos de Scorpion con la adición de poder aparecer en cualquier parte de la pantalla durante el combate. Su debut como personaje jugable fue en 1995 para Mortal Kombat 3 como personaje desbloqueable, en esta ocasión como un cyborg color índigo parecido a Sektor y Cyrax. ↓ → → ↓ B A
Su rol principal en la saga siempre ha sido del mejor amigo y confidente de Sub-Zero joven; ambos forman parte del clan de asesinos Lin Kuei, el cual eligen abandonar después de enterarse del plan de convertir a sus miembros en ciborgs. Smoke finalmente fue capturado y transformado, recibiendo órdenes de cazar a Sub-Zero, pero a diferencia de sus contrapartes robóticas, él había conservado su alma humana. En Mortal Kombat Deception está unido a Noob Saibot, a quien sirve. El pasado de Smoke fue expandido en el reinicio del 2011, revelando que es checo y se llama Tomas Vrbada.
A pesar de siempre tener un rol secundario, Smoke se ha convertido en uno de los personajes más populares de la franquicia, recibiendo la mayoría del tiempo buena crítica.
Smoke también ha sido incluido en otros aspectos de Mortal Kombat como los cómics y la caricatura Mortal Kombat: Defenders of the Realm de 1996, y la película de 1997 Mortal Kombat: Annihilation.

## Apariciones de Smoke

### Mortal Kombat II

#### Personaje oculto
Carácter que usa la imagen de Sub-Zero, posee un traje alterado, posee parcialmente los movimientos de los ninjas del juego. El arpón de Smoke es idéntico al de Scorpion en Ultimate Mortal Kombat 3.

#### Movimientos Especiales
- Arpón: Alza el brazo y desde allí expulsa un arpón que en la punta tiene el aguijón de un escorpión, el cual atraviesa al oponente y lo atrae hacia él.
- Invisibilidad: Especialidad en la que desvanece su imagen volviéndose imperceptible a la vista: el método para retomar su imagen es el mismo mediante el que desapareció.
- Barrida de Fuerza: Compacta el cuerpo: adelantando la pierna y haciendo retroceder los brazos, se impulsa y al chocar con el oponente lo derriba.
- Teletransportación: Smoke desaparece por el cielo y aparece por el piso recibiéndote con un puño.

#### Habilitación
- 1P vs 2p o vs CPU: Consigue una batalla en el escenario El Portal, recuerda, cuando presionas el botón abajo y presionas el de golpe alto, al costado aparece Dan Forden con la frase Toasty, en ese instante presiona la combinación de Flecha Abajo + Start e inmediatamente obtienes la batalla contra Smoke.
- Cuadro de selección de peleador: Presiona la combinación arriba, izquierda, arriba, derecha y el botón Select.Pelea contra Smoke.

### Mortal Kombat 3/Ultimate Mortal Kombat 3/Mortal Kombat Trilogy

#### Personaje oculto
Personaje secreto en Mortal Kombat 3, donde su forma se asemejaba a la de los ninjas cibernéticos. En Ultimate Mortal Kombat 3 retoma su forma humana pero aquella seguía siendo un secreto. En Mortal Kombat Trilogy era un personaje completamente público en la versión PlayStation PC y Saturn, pero oculto en la versión de Nintendo 64.

## Biografía
Su verdadero nombre es Tomas Vrbada.

Él es uno de los más peligrosos asesinos del Lin Kuei. Smoke fue víctima del proceso de automatización del Clan. Fue transformado en un ninja cibernético contra su voluntad. Su nueva misión es encontrar y asesinar a Sub-Zero.
- Human Smoke: Smoke era un letal asesino a sueldo del clan Lin Kuei antes de ser robotizado. Tras ser sometido a la automatización, la forma humana de Smoke sólo existe en el recuerdo.

### Movimientos Especiales
Utilizados por ambos personajes
- Arpón: Abre sus mecanismos y desde allí expulsa un arpón que en la punta tiene el aguijón de un escorpión, el cual atraviesa al oponente y lo atrae hacía él. Human Smoke lo lanza al alzar su brazo acompañado de un grito irreconocible en Ultimate Mortal Kombat 3.
- Lanzamiento Aéreo: Procedimiento solo en caso de que el enemigo se mantuviera en el aire, sujeta al oponente por su brazo y con una serie de patadas en la cabeza lo derriba hasta el suelo.
- Telepuerto de Impacto: una traslación en la que desaparece por debajo de la pantalla y regresa desde el mismo extremo, pero con el puño levantado que al impactar derriba a su oponente en medio del cielo.
- Invisibilidad: Especialidad en la que desvanece su imagen volviéndose imperceptible a la vista: el método para retomar su imagen es el mismo mediante el que desaparece.

### Fatality
- Destrucción Mundial: Abriendo sus mecanismos lanza por todo el campo una gran serie de bombas, pero muy potentes, rodeando el campo con todas ella, se desvanece de la pantalla y se da una mirada al planeta Tierra pues en una explosión el planeta desaparece.
- Incrustación de Bomba: Abre sus mecanismos, de allí saca un pequeño brazo mecánico que toma al oponente de la boca, por allí se introduce un super explosivo y se hace detonar el cuerpo dejando solo huesos y sangre en el campo.
- Tele Puerto de Decapitación: Utilizado por Human Smoke en Mortal Kombat Trilogy. Recubriéndose de humo, su imagen desaparece, al instante siguiente, aparece en un vuelo y con su puño adelante, el oponente esta quieto pero el viaje lo decapita y deja un flujo de sangre.
- Pantalla de Humo: Utilizado por Human Smoke en Mortal Kombat Trilogy. Recubriéndose de humo, su imagen desaparece, al instante siguiente el cuerpo del oponente se irá estirando hasta explotar en huesos y charcos de sangre, luego aparece con su imagen intacta en otra cortina de humo.
- Friendship: Al abrir sus mecanismos hace aparecer un super megáfono que solo expulsa un sonido ensordecedor. En Mortal Kombat Trilogy, Human Smoke alza su brazo, y desde el cielo hace caer desde el techo una tabla con luces de neón y con el mensaje Not Smoking Allowed! (¡No está permitido fumar!).
- Babality: Un bebé que lleva puesta toda la indumentaria del personaje y todo el armazón pero con un pequeño pigmento verdoso, siendo igual en todos los otros aspectos. En Mortal Kombat Trilogy, Human Smoke se convierte en un bebé que posee toda la indumentaria ninja y está sentado en el suelo.
- Animality: Transformación en un toro de rojo fosforescente cuyo poder radica en lograr embestir exitosamente al oponente, la fuerza del impacto debe hacer salir al oponente por muy fuera de la pantalla. En Mortal Kombat Trilogy, Human Smoke realiza una transformación en un erizo de colores muy realistas y compactando su cuerpo expulsa unas púas que al impactar en el oponente lo hacen explotar en charcos de sangre y huesos.
- Brutality: Utilizado desde UMK3. Combo de once golpes mediante el que hace implosionar el cuerpo de su oponente en restos y charcos de sangre.

### Habilitación
- 1P vs 2P: En la pantalla de versus hay 6 casillas que sirven para activar algo, van de izquierda a derecha,3 para cada quien para activar la pelea contra Smoke se deberá introducir el código correspondiente: 205-205 significa que el jugador 1 deberá seleccionar en la primera casilla 2 veces, en la segunda no seleccionar nada, en la tercera deberá seleccionarla 5 veces con el jugador 2 hará lo mismo así se hará la Pelea contra Smoke.
- Pelea como Smoke:En Snes En Mortal Kombat 3, en la pantalla de inicio o de Copyright mantén presionado la combinación Izquierda + A. Cuando aparezca el logo de Williams o Avalanche suelta y presiona la combinación derecha + B. En la frase There is no knowledge that is not power presiona la combinación XY, Hacerlo hasta que aparezca la pantalla de presentación con Smoke. Sega Genesis Smoke: Además de poder activarlo en el menú "Killer Codes", puedes hacer lo siguiente: en el principio del juego (cuando aparece el logo de MK3) presiona A, B, B, A, abajo, A, B, B, A, abajo, arriba, arriba. Si lo haces bien la pantalla se pondrá en rojo y se escuchará "Smoke Wins". ARCADE ULTIMATE KODE Smoke: Cuando pierdes contra la CPU te pide que introduzcas un "Kombat Kode", entonces tienes que introducir 10902-22234, es decir: Jugador 1: Puñetazo Alto, Bloqueo (9 veces), Patada Alta, (2 veces) Jugador 2: Puñetazo Alto (2 veces), Puñetazo Bajo (2 veces), Bloqueo (2 veces)Patada Baja (3 veces), Patada Alta (4 veces).

- Pelea como Human Smoke: En Ultimate Mortal Kombat 3 y en la versión Nintendo 64 de Mortal Kombat Trilogy, en el cuadro de selección de personajes debes escoger a Smoke en su forma de ciberninja, desde allí mantén presionado la combinación de botones Atrás, Y, B, L, R. Debes mantener la combinación hasta que comience el combate, así Smoke se consumirá y cambiara a Human Smoke, paraSega Genesis se deberá hacer la siguiente combinación:puñetazo alto, puñetazo bajo, patada baja, patada alta, patada baja.

O en su defecto durante la pantalla de carga antes del combate mantén presionados golpe alto + correr + patada alta + bloqueo, esto te transformará en human Smoke, aparecerá como una explosión seguida de un Smoke en forma humana con una pose de victoria como la de Scorpion.

### Final
Smoke fue alguna vez un amigo y aliado de Sub-Zero cuando ellos trataron de escapar de ser capturados para ser convertidos en máquinas por su propio Clan. Pero Smoke es capturado y transformado en un ciborg con la misión de encontrar y matar a su propio compañero. Pero Smoke pronto se encuentra a sí mismo perseguido por las fuerzas de Shao Kahn. Él se da cuenta de que aún tiene un alma y su verdadera misión es la destrucción de los Invasores del Outworld. Él derrota a Kahn y salva al mundo, pero quedara por siempre atrapado por su cuerpo artificial.
- Human Smoke: La victoria del torneo permite a Smoke escapar de su cuerpo artificial. Él entonces dedica su vida para aprender las artes ninjas de:Scorpion, Sub-Zero y Reptile. Sin advertencia Smoke desaparece otra vez. Él se retira al Hidden Forest para seguir su estudio, y permanecerá allí hasta que haya perfeccionado las habilidades ninjas restantes y pueda competir en Mortal Kombat 4.

## Mortal Kombat Deception
En esta entrega, Smoke hace equipo con Noob Saibot siendo los subjefes del juego, se los llama Noob-Smoke. Cada uno tiene su estilo de pelea, fatality y harakiri, pero mientras uno pelea, el otro puede asistir y viceversa.
"Bajo el reinado de Shao Kahn di caza a los enemigos del trono, con la Hermandad de las Sombras cumplí los mandatos de Shinnok y Quan Chi. Ahora que mis maestros no están, puedo seguir mi propio destino, el Outworld será el punto de partida para mi ascenso al poder. Forjaré un ejército que solo me será leal a mí.
En la fortaleza de Shao Kahn encontré a mi primer aliado: se trataba del cyberninja Smoke, quien yacía inoperativo en las cámaras de tortura como un trofeo luego de la invasión a la Tierra. No me demandó mucho tiempo reactivar su nanotecnología, la cual restauró su cuerpo. Juntos seremos imparables". Bio según Noob Saibot.
Estilos de lucha: Kung Fu Monkey Fist (Noob) y Mit-Zu (Smoke)
Finishers
Fatality 1 (Noob): Noob lanza shurikens a su oponente hiriéndolo de muerte.
Fatality 2 (Smoke): Smoke se desvanece haciéndose invisible y confundiendo al rival. Luego lo golpea, le arranca los brazos y lo decapita.
Harakiri de Noob: Noob lanza sus shurikens al aire impactándose a sí mismo.
Harakiri de Smoke: Smoke activa su autodestrucción, explotando.
Ending: Usando la Nanotecologia de Smoke, Noob estaba dispuesto a crear ciberdemonios en el Netherrealm. Pero sentían que alguien los seguía, alguien fundamental en el pasado de ambos: Sub-Zero.
Noob se sorprendió al ver lo fuerte que era, pero su alma carece de sentimientos desde que se convirtió en espectro. Sub-Zero sería derrotado sin piedad por los que alguna vez fueron su hermano y su mejor amigo
Trajes: Principal: Traje actualizado de MK3. Alternativo: Traje nuevo, con casco de metal, cuerpo cubierto de humo y una V ninja gris y roja

## Mortal Kombat Armageddon
Smoke vuelve como personaje independiente. Es el único personaje del juego que tiene dos estilos de lucha y no tiene arma.
Estilos de lucha: Mit-Zu y Judo
Trajes: son los mismos de MKD, pero en orden invertido
Ending: El poder de Smoke se encuentra en su nanotecnología, diminutos robots que circulan por sus venas reparándolo constantemente. Pero al fusionarse con el poder de Blaze, se multiplicaron exponencialmente, invadiendo Edenia y convirtiéndola en humo

## Mortal Kombat 9
Tomas Vrbada, procedente de Praga, fue contratado por el Lin Kuei por su habilidad de escape mediante volutas de humo. Este talento le ha servido en numerosas misiones y se le asignó el nombre clave de Smoke. Tomas no recuerda nada de su infancia y para él su única familia es el Lin Kuei, en especial Kuai Liang, el Sub-Zero menor al que aprecia como un hermano. Smoke busca su pasado, y es posible que el Lin Kuei tenga respuestas...
En el modo Historia, Smoke es enviado con Tundra, hermano menor del Sub-Zero original de quien luego su hermano tomaría el nombre para dar caza a quien ha asesinado a este guerrero. Deciden separarse y buscar por regiones distintas del Outworld. En el bosque viviente, Smoke descubre los negocios entre Kano y Shang Tsung y los increpa. Derrota a Kano y se dispone a pelear con Shang Tsung, transformado en Sub-Zero y en compañía de Reptile, a quienes con algo de dificultad derrota. Inmediatamente es emboscado por los ciborgs del Lin Kuei comandados por un Sektor ya robotizado para que Smoke también sea cyborg. Raiden aparece a tiempo y lo rescata. Smoke ofrece su lealtad a Raiden, quien le informa del torneo Mortal Kombat y del destino del Sub-Zero Bi Han.
Luego lucha en las Wastelands con la Princesa Kitana, a quien derrota, y es testigo de la lucha entre Kuai Liang y Scorpion, siendo la victoria para el primero, y la posterior emboscada de Sektor y Cyrax, llevándose al guerrero de hielo.
Smoke ayuda a Jax y a Kabal a restaurar la memoria de un Sub-Zero ya robotizado, para después luchar en la Catedral con la Reina Sindel, siendo asesinado y luego convertido en un guerrero zombi por Quan Chi.

### Fatality
- Smoke Out: Aquí se ve cómo aparece humo saliendo de su brazo derecho y en un movimiento introduce dos de sus dedos en los ojos del contrincante llenándole de humo el cuerpo y después se puede observar como se empieza a desintegrar la ropa y piel del oponente y este cae al suelo muerto.
- Tremor: Aquí se ve cómo Smoke se convierte en una nube de humo y cruza por el oponente, momentos después se ve cómo el oponente comienza a temblar entonces cuando se detiene el oponente se empieza a desmoronar en pedazos.
- Babality: Smoke se convierte en un bebé se tira un pedo se asusta y llora por el olor.

### Final
Smoke ha derrotado a Shao Kahn, su muerte violenta hizo que su esencia trajera algunos de sus primeros recuerdos. Tomas Vrbada (Smoke) era sólo un niño cuando fue secuestrado por una secta oscura y sacrificado a un demonio, quemado vivo, regresó al Earthrealm como un Enenra, una criatura de humo y vapor. Sus captores estaban indefensos en contra de Smoke que sin forma atacó con furia, matando a todos. Ya habiendo vengado su asesinato, regresó a su forma humana, sin recordar nada de su vida anterior, ahora, consciente de su verdadera identidad, Smoke entiende que no es sólo un asesino. Su destino se ha revelado.
- Datos: Q2478434
- Multimedia: Smoke (Mortal Kombat) / Q2478434